# Endband

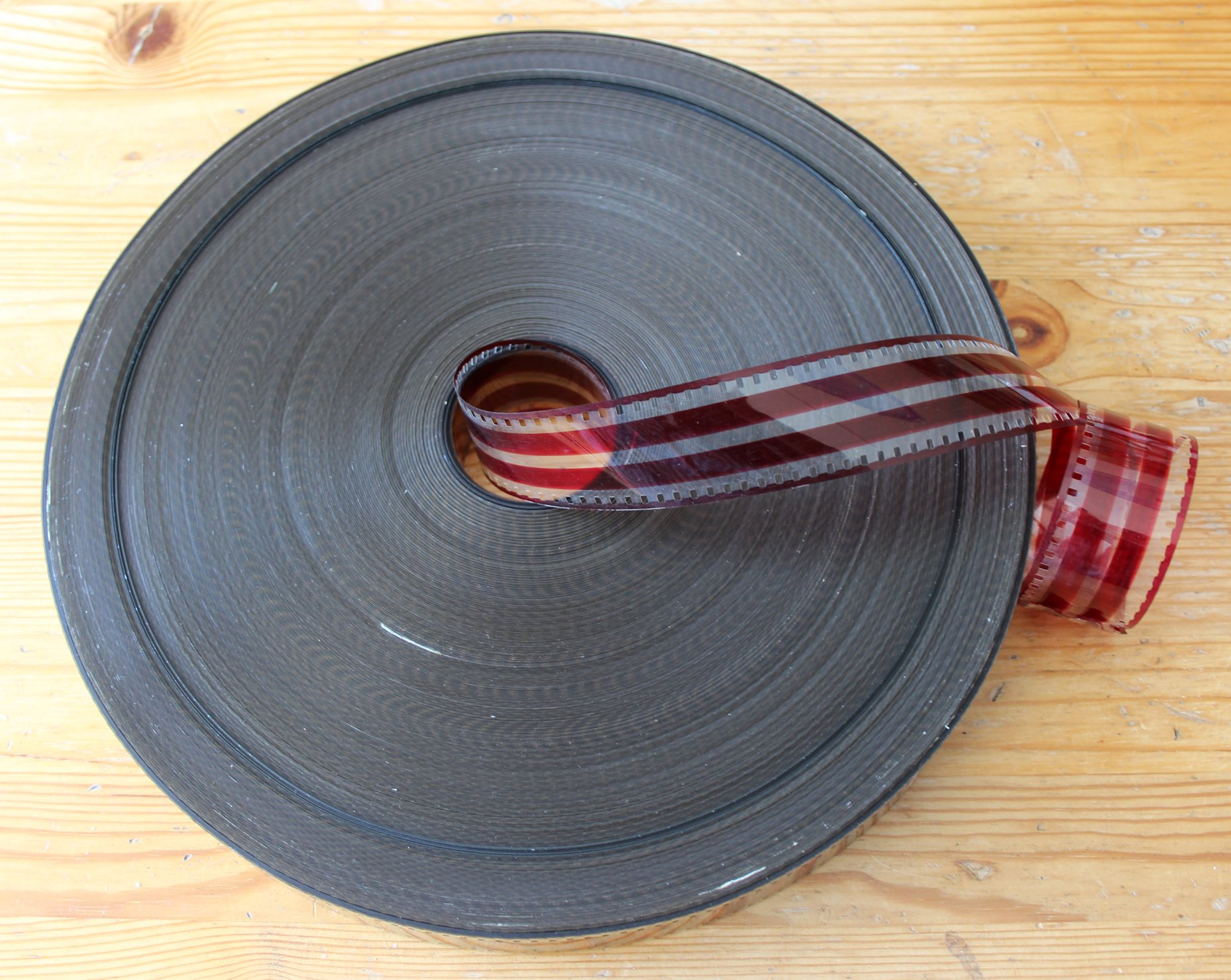
Akt Nr. 1 mit rot-gestreiftem Endeband

In der Kinobranche versteht man unter einem Endband ein Stückchen Filmstreifen in variabler Länge, das den eigentlichen Filmteil einer Filmkopie (mit den Bild- und Toninformationen) schützen soll und bei einer Projektion verhindert, dass nach dem Aktende weißes Licht auf die Leinwand projiziert wird, besonders bei (halb-)automatischem Vorführbetrieb. Das Endband (lead out) ist das Gegenstück zum Startband (lead in), beide haben üblicherweise – um Verwechslungen vorzubeugen – noch einen zusätzlichen Farbstreifen, der je Akt eine identische Kennfarbe besitzt, diese ist am Start vollflächig und am Ende in Streifen aufgebracht.
Die Quantität der Endbänder schwankt von 50 cm kurzen Schwarzbändern bis zu meterlangen Filmbändern (vor allem bei Kopien frisch ab Labor). Auf Endbändern sollten außer einem deutlichen Bildstrich idealerweise keine Bildinformationen mehr sein, auch keine Kratzer und andere Beschädigungen. Zusätzlich sollte die Tonspur außer dem Originalton des Films (eine Sekunde für die Überblendung) keine weiteren Toninformationen enthalten und auch keine anderen Beschädigungen aufweisen.